# الوقبة (ينقل)
بلدة الوقبة هي إحدى بلدان ولا‌ية ينقل بمحافظة الظاهرة (سلطنة عمان) ، تبعد عن مركز الولا‌‌ية حوالي 40كم تقريبا بالتجاة الشمال الغربي، وهي تشكل منظرا فريدا من حيث الموقع فهي تتوزع على سفوح الجبال من سلسلة جبال الحجر الغربي حيث تحيط بها الجبال والوديان من كل النواحي وتتميز بلدة الوقبة بمزايا سياحية ومواقع طبيعية عديدة، تتمثل في القمم الشماء والكهوف والشعاب والوديان الطبيعية والمزارع ومنابع المياه الصافية، كما تتميز بمحطات تراثية قديمة فريدة . وتتمتع بلدة الوقبة بثمار النهضة المباركة، إذ يوجد بها الطرق الداخلية مع انارتها إلى جانب المؤسسات الحكومية الاخرى، مثل : المدارس، والمركز الصحي، ومركز التنمية الزراعية ومركز البلدية، وخدمة الهاتف المتنقل، والتيار الكهربائي الذي غطى مختلف القرى والتجمعات السكنية.

## الموقع الجغرافي وجغرافية السكان
الوقبة منطقة سكنية تقع في ولاية ينقل، التابعة لمحافظة الظاهرة في سلطنة عمان. تعد الوقبة ثاني أكبر منطقة تجمع سكانية في ولاية ينقل من حيث عدد السكان بعد ينقل حسب تعداد المركز الوطني للإحصاء والمعلومات 2010. وبلغ عدد المساكن المسكونة فيها حوالي 236 من اصل 530 مسكننا. وبلغ عدد عدد سكان بلدة الوقبة 1456 شخصا حيث شكل الذكور والإناث العمانيين حوالي 1200 شخص والوافدين 256 شخص وكان عدد الاسر العمانية 151 اسرة حسب تعداد عام 2010. وحسب احصائية 2017 الجديدة من وزارة الصحة فقد بلغ عدد العمانيين في بلدة الوقبة 1824 عمانياً و422 وافداً بمجموع 2246 شخصاً.
تبعد الوقبة عن مركز الولا‌‌ية حوالي 40 كم تقريبا بالتجاة الشمال الغربي يحدها من جهة الشرقية قرية وال، اما من جهة الجنوب يقع وادي المعيدن ووادي العرشي، ويحدها من جهة من الغرب وادي الحريم ووادي بيحاء، وأما من جهة الشمال تقع قرية حيل الخنابشة، كما أنها تقع على أحدى الطرق التي تؤدي إلى محافظة شمال الباطنة طريق (ينقل- صحار). أسماء المناطق التابعة للبلدة مناطق كثيرة منها  :صدامة بني عيسى، الملحاء، الظهران، لملي، المبدوعة، حالي، حي السلا‌م، حيل النجد، الحامية، الصاروج، خطو، العاقول، البيضاء، المحدوث، الغريفة، لهضيم، المحضاف، حارة الوقبه، الحيل، المسيقى، الرده، المهيدنه، المحدوث، الحامية , شعبة موسى  وحيل الركز وشعبه حالي .
وهي تشكل منظرا فريدا من حيث الموقع فهي تتوزع على سفوح الجبال من سلسلة جبال الحجر الغربي حيث تحيط بها الجبال من كل النواحي , وتصب في هذه القرية الحائمة وسط الجبال والهضاب أودية تنبع من قرى عدة، فيصب فيها وادي العرشي ووادي المعيدن وادي الحريم ووادي بيحاء ووادي لملي ووادي الصدايم ووادي المسرة، ويندمج مع هذا المجرى عدة شعاب ومجاري أودية لتشكل مجرى مائي يمتد طوله من رأس وادي العرشي وحتى وصوله إلى جبال ولاية صحار حوالي 41كم وهذا المجرى يصب في وادي عاهن بولاية صحار ثم يكمل طريقة إلى سد وادي عاهن. وتوجد العديد من السدود في البلدة ومنها سد وادي العرشي وسد وادي لملي. يعيش في بلدة وقبة مجموعة من القبائل الشهيرة، بما في ذلك قبيلة بني علي، وبني عيسى، والخنابشة, والبداه, والشميسات, والمكاتيم, والدراوشة في الحاضر .

## سبب تسمية الوقبة
معنى كلمة وقبة أو وَقْبَةٌ حسب معجم الوسيط : "جمع : وَقَبَاتٌ . [ و ق ب ]." وَقْبَةُ الصَّخْرَةِ " : نُقْرَتُهَا، أَيْ حُفْرَتُهَا الَّتِي يَجْتَمِعُ فِيهَا الْمَاءُ."
بحسب الأجداد فإنها سميت بهذا الاسم لتجمع المياه فيها من الأودية التي تصب في البلدة والتي سبق ذكرها، وهي حوالي خمسة مجاري أودية تنبع من القرى المجاورة .وفي رواية أخرى سميت بهذا الا‌سم عندما مر بها رجل يدعى محمد بور، وكان هذا الرجل يسلب وينهب، ويطرد الناس من مناطقهم، وفي أول وصوله إلى البلدة أمر أحد أعوانه بعمل القهوة، وعندما وضع دلة القهوة على النار قام أحد رجال البلدة بقذفه بالرصاص، وجاءت الضربة في الدلة فقال محمد بور : بأنها وقبة وحمل أمتعته في الحال ورحل منها خوفاً من أن يقتله أهلها . وهنالك العديد من الروايات بحاجة إلى مصدر موثوق .

## المواقع الطبيعية والأثرية والمناخ
تعود أهمية بلدة وقبة الاقتصادية إلى امتلاكها مواقع سياحية شهيرة، مما جعلها وجهة سياحية مشهورة، بالإضافة إلى تنوع ثرواتها الزراعية والحيوانية. تتميز بلدة الوقبة بمزايا سياحية ومواقع طبيعية عديدة , تتمثل في القمم الشماء والكهوف والشعاب والوديان الطبيعية ومزارع النخيل والحمضيات والأعلاف والأشجار الأخرى وكما تتميز بمنابع المياة الصافية ففي موسم الخصب تنحدر من على الصخور مشكلة شلا‌لا‌ت صغيرة تجري على طول الوادي حينا وفي أحيان اخرى برك مائية صافية تبهج النفس. لوحة طبيعية جمالية ترتسم على طول الطريق القديم في البلدة الذي كان يستخدمه الاجداد قديما، من برك طبيعية تعكس مياهها النقية إلى جانب الأشجار البرية التي تنتشر على طول الطريق، حيث تشكل ملاذا آمنا للباحثين عن الهدوء والراحة والسكينة وصخب المدينة، فيما تنبع المياه من بطن الوادي الممتد بتكويناته الصخرية وعيونه الكبريتية والشلالات المائية التي تعزف لحنا يبعث في النفس الراحة والانسجام في مشهد ساحر وخلاب.. ومما تشتهر به الأ‌ودية في بلدة الوقبة أنها تنبع من الجبال على هيئة عيون وتسيل بقوة في فترة الخصب ؛ لذلك بناء الأجداد الأفلاج بتصميمهم الرائع , لتغذي أنحاء الحارات , ويستخدم لتغطية متطلبات العيش وسقي المزارع . حيث توجد في هذة البلدة العديد من الأ‌فلا‌ج وتتنوع من حيث طريقة البناء فمنها أفلاج داوُدية كفلج العاقول، وهنالك الأفلاج الغيلية كفلج حيل النجد والمحدوث والبيضاء وفلج المهيدنة والحيل والردة وحيل بن عمران.
أما عن المناخ فيكون فيها الجو المعتدل صيفا وبارد في أغلب أيام الشتاء، حيث ان هناك مثل مشهور في محافظة الظاهرة الذي يقول (وين يروح البرد عن الوقبة) وذلك لتميزها ببرودة الجو عن باقي مناطق محافظة الظاهرة. أما عن الأمطار فهي متباينة في معدلاتها بين سنة إلى أخرى وذلك لوقوعها على مناخ عمان الشبه الجاف ووقوعها على جبال الحجر الغربي على الحزام الثاني، فخلال الصيف تنال بلدة الوقبة نصيبا وافرا من الأمطار عن الشتاء -بأرادة الله- وغالبا ما تكون هذة الأمطار تصاحبها أصوات الرعد والبرق وجريان الأودية، وتكون فرص هطول الأمطار وتكون السحب المحلية أكثر ما بين فترة بداية الربيع حتى نهاية الصيف (بداية شهر أبريل وحتى شهر نوفمبر) على فترات متقطعة وهي ما نسميها الأمطار المحلية، أما عن الشتاء فتتأثر بلدة الوقبة بمنخفضات جوية وغالبا ما تكون الأمطار خلال الشتاء على شكل أمطار ديمة خفيفة إلى متوسطة وترقى إلى الغزيرة أحيانا وتؤدي إلى تزول الأودية بشكل خفيف .
واما المحطات التراثية في بلدة الوقبة فتبرز في وجود بعض المعالم التراثية، وكذلك بعض البيوت الا‌ثرية التي ما زالت حتى اليوم تشكل جانبا مشرقا من الهندسة العمانية الفريدة ومن هذة المواقع صدامة وحارة الوقبة . وتعد "الحارات القديمة" في المرتفعات الجبلية ببلدة الوقبة شاهد عيان على تاريخ وحضارة البلدة التي تحكي جانبا من تاريخ المنطقة من خلال هندسة البناء والتصميم وقد بنيت هذه الحارات من الحجارة والصاروج العماني المعروف وجذوع النخيل. توجد جهة شرق بلدة الوقبة بمنطقة تسمى "حيل النجد" بيوت أ‌ثرية قديمة عاش فيها الأ‌جداد قديما حيث يعود تاريخ بناء بعضها إلى ما قبل 70 سنة، وهذة البيوت بنيت من الحجارة ومن الصاروج العماني، ومن جذوع النخيل والأ‌خشاب . ولكن في الوقت الحاضر ترك الأ‌هالي ساكني البيوت القديمة في منطقة حارة الوقبة بيوتهم القديمة إلى الأ‌نتقال إلى مركز البلدة ؛ حيث كانت هناك الخدمات متوفرة وبسهولة، وأيضا لا‌ زالت بعض المزارع تنبض بالحياة نتيجة اجتهاد أبناء البلدة على زراعتها وإعمارها .

## الثروة الزراعية والحيوانية
تتميز بلدة الوقبة بمزروعاتها التي تسر الناضر، تزرع في هذه البلدة العديد من المحاصيل الزراعية في فصلي الصيف والشتاء، فتزرع فيها : الجزر والبصل والثوم والكوسا والباذنجان والطماطم والفجل والخس والملفوف والخيار والبقدونس والفلفل الاسود والقرع والقمح والشعير والحرية والبرسيم وحاليا يزرع بها الفراولة والكرز والكركدية وذلك بسبب جوها المساعد على نمو هذة الثمار . كما تزرع بها أشجار العنب والليمون والموز والمانجو والتفاح والبرتقال والزيتون والرمان والتين والفيفاي. إن من أبرز المحاصيل الزراعية التي تزرع في البلدة "محصول العنب" بأنواعه وألوانه المعروفة والتي تنتشر زراعته في المزارع والبيوت ويحرص الأهالي والمهتمين بزراعة العنب على العناية والاهتمام به منذ بداية الموسم. ويبدأ المزارعون منذ دخول فصل الصيف بجني محاصيل البلدة من العنب والحمضيات والفواكه الا ان كروم العنب بأصنافها لها الاهتمام الأكبر عند المزارعين في البلدة. زرع هذا المحصول منذ زمن بعيد وان أهله كانوا يزرعونه ويهتمون به ويعتنون بزراعته من خلال تقليمه وتسميده بالسماد البلدي وريه بالمياه باستمرار وخاصة العنب المحلي الأسود والأبيض فهذان النوعان موجودان منذ القدم في مزارع البلدة، كما يحرص دائما على استخدام "المخرافة" التي يوضع فيها العنب بعد جنيه وهي مصنوعة من الخوص، وهناك عدة أنواع وأصناف أخرى من العنب يسمى الطائفي والأبيض والمستورد وقد نجحت هذه الأنواع في مزارع البلدة. ومع دخول شهر يونيو يبدأ المزارعون في الاستعداد لجني محصول العنب فيجتمع بعض المزارعين ويقومون بجنيه وتوفيره في المنزل حيث يقومون بتوزيعه على الأهل والأقارب والجيران. ان محصول العنب يحتاج الى عناية واهتمام منذ بداية زراعته حيث تحرث الأرض ويقوم المزارع بالعناية بها وتقليم أشجار العنب بطريقة معينة لتهذيب أعواد العنب لكي تنمو مستخدما السماد البلدي ويتعهدها بالرعاية والعناية والاهتمام حتى تجود بخيرها العميم من محصول العنب اللذيذ.
تعتبر النخلة في الماضي مصدر رزق أهالي بلدة الوقبة ويقدر عدد النخيل في البلدة بحوالي 3256 نخله تقريباً حسب أحد أحصائيات وزارة الزراعة والثروة السمكية ويوجد في البلدة العديد من أنواع النخيل منها النغال والخلاص والفرض  والقسويح وابومعان والخصاب. وبحسب مدير دائرة التنمية الزراعية ببلدة الوقبة التابعة لولاية ينقل ان المساحة المزروعة بأشجار النخيل في البلدة تقدر بنحو400 فدان وأن محاصيل المانجو والليمون والعنب والتين والبرتقال تقدر مساحتها بنحو 50 فداناً أما بعض المزروعات الأخرى مثل التفاح والجوافة والخضار كالثوم والبصل والملفوف والطماطم والخيار فتقدر مساحتها بنحو 20 فداناً. والمحاصيل زراعية مثل القمح والشعير وبعض أنواع البقوليات تقدر مساحتها ب 100 فدان تقريبا كما يوجد في البلدة حوالي 30 بيتاً محمياً. وعلى صعيد الزراعة يقوم مركز الزراعة والثروة السمكية التابع للبلدة بجهود ملموسة في مساعدة المزارعين وتوفير لهم كل ما يحتاجون إليه من شتلات وأدوات ... وغيرها (ما أمكن ذلك) .
وتوجد في البلدة العديد من المزارع التي تحتوي على خلايا النحل حيث يقوم المزارعون بوضعها داخل الصناديق المخصصه لها لأنتاج العسل (عسل التربية) ، ولا يقتصر ذلك على خلايا النحل المربى بل أن جبال الوقبة الشامخة تحتوي بين ثناياها خلايا العسل الطبيعية ويزيد الأنتاج المحلي للعسل خصوصا وقت الخصب . تهتم بلدة وقبة بتربية الماشية بأنواعها المختلفة، مثل الحمير والأبقار والماعز والأغنام، وتعتبر هذه الثروة الحيوانية من أهتمامات أهالي البلدة.

## الوقبة قديما وحديثا
كانت بلدة الوقبة قديما أرض منغلقة على نفسها لبعدها عن حواضر البلدان ومركز ولا‌‌يتها , حيث لم تتوفر فيها الخدمات كالكهرباء والمحلات والمستشفيات والمدارس وكانت متوفرة فيها بعض الصنائع البسيطة والضرورية , فكان للوصول إلى هذة الخدمات يلزم السفر إلى مسافات قد تكون أحيانا طويلة عبر الجمال أو السيارات القديمة . بعد تولي السلطان قابوس الحكم، لم تكن البلدة وغيرها من مناطق السلطنة تعرف العمران من قبل. ولكن بفضل الله عز وجل وجهود جلالة السلطان قابوس حفظه الله لشعبه، حظت البلدة والقبة بعناية حكومته. وبدأ التعليم ينتشر في البلدة عام 1976 ميلادية، حيث تأسست مدرسة بدائية جدا، وافتتحت عام 1986 ميلادية باسم جعفر الطيار. وكانت في بدايتها تقتصر على التعليم الأساسي، وكان على طلاب البلدة الذهاب للولاية البريمي لإكمال مرحلة التعليم الثانوي، ولكنها تطورت الآن لتصل مدة الدراسة بها للصف الثاني عشر، وتخرج من هذه المدرسة كوادر عمانية رائعة، منهم من أكمل تعليمه في جامعة السلطان قابوس، ومنهم من عمل خارج السلطنة. وبعد مرور أعوام قليلة، تم افتتاح مدرسة الوقبة للتعليم الأساسي بتجهيزات حديثة تواكب أساليب التعليم العصري، حيث توجد بها أجهزة حاسوبية ومختبرات وقاعات حديثة بمختلف التجهيزات. ولم تنس حكومة السلطان الخدمات الصحية لأهل البلدة، فعملت على إنشاء مراكز صحية لرعاية المواطنين، وكان أول مراكزها الصحية هو مركز الوقبة الصحي الذي يضم نخبة من الأطباء والكوادر البشرية، ويخدم هذا المركز حوالي ثمانية عشر قرية. وبالإضافة إلى ذلك، يوجد مركز بلدية مسؤول عن عدة مهام أبرزها نظافة القرية وتوعية أهلها بأهمية النظام والنظافة وكيفية الحفاظ على البلدة، بالإضافة إلى مراقبة المحلات التجارية. ونظرا لأهمية النشاط الزراعي، أنشأت الحكومة مركز التنمية الزراعية المسؤول عن المحاصيل والنباتات والحيوانات والرعاية البيطرية.
البلدة اصبحت إحدى الحواضر التي تتنفس الصعداء لتلحق بركب التمدن والا‌‌نفتاح، فاستقبلت تجارة صحار فمرت من خلا‌‌لها، وهي الآ‌‌ن استراحة تعب تجار محافظة الظاهرة المصدرين لبضائعهم لعمان وخارجها من خلا‌‌ل ميناء صحار، والمنافذ الحدودية البرية القريبة منها . وتعد بلدة الوقبة ملتقى تجاريا واقتصاديا نشطا، بحكم موقعها بين محافظة الظاهرة ومحافظة شمال الباطنة حيث تمتد الطريق من ينقل الى الوقبة ثم الى ولايتي صحار وصحم وتختصر البلدة المسافة بين محافظة الظاهرة وولايات شمال الباطنة وكذلك محافظة البريمي عبر الطريق التي تربط حيل الخنابشة ببلدة قميرا بولاية ضنك ثم محافظة البريمي وهي طريق حديثة نفذت وفق أعلى مواصفات الطرق الحديثة.

## المؤسسات الحكومية

### المدارس الحكومية
(( سنعلم ابنائنا ولو تحت ظل الشجر )) مقولة للمقام السامي لحضرة صاحب الجلالة السلطان قابوس بن سعيد المعظم حفظة الله ورعاة، عند تولية مقاليد الحكم في البلاد عام 1970م، وكغيرها من المناطق حظيت هذة البلدة بخدمة التعليم في السنوات الاولي من عهد النهضة المباركة . حيث بدء التعليم النظامي في البلدة في عام 1976 م حيث تم بناء أول مدرسة فيها بالجهود الذاتية للمواطنين، وكان البناء من الصفيح والخشب وبعض الخيام في ذلك الوقت، وكانت الدراسة مختلطة للجنسين، ثم قامت وزارة التربية والتعليم وشؤون الشباب سابقا باستئجار مبنى ثابت للمدرسة حتى عام 1986 م، وخلال تلك الفترة قامت الحكومة الرشيدة ببناء مدرسة من المواد الثابتة ؛ لتقي الطلبة من برودة الشتاء وحرارة الصيف، وتم افتتاح المدرسة في عام 1986م بأسم مدرسة جعفر الطيار للتعليم الأساسي .
وبدأت الدراسة فيها على فترتين صباحية للطلاب والفترة المسائية للطالبات، كما شهدت المدرسة خلال السنوات الماضية العديد من التحسينات والتطويرات سواء في المبنى المدرسي أو في مراحل التعليم، فمن ناحية المبنى المدرسي تم إضافة وبناء العديد من الفصول الدراسية، والقاعات، وتركيب أجهزة التكيف، وغيرها من الاجهزة الاخرى، وتحسين واجهة المدرسة، وعمل مظلة للطابور، وتنظيم ساحة الطابور، وغيرها العديد من التجهيزات التي تخدم العملية التعليمية .
أما من ناحية المراحل التعليمية فقد كانت الدراسة في المدرسة مقتصرة على المرحلتين الابتدائية والاعدادية، وكان طلاب المرحلة الثانوية يكملون دراستهم في ولاية البريمي، ومدرسة العلاء بن الحضرمي الثانوية بولاية ينقل، أما الطالبات فيكملن المرحلة الثانوية في مدرسة هاجر أم إسماعيل الثانوية بولاية ينقل، ثم بدأت الدراسة بالنسبة للطلاب وطالبات الأول الثانوي بالمدرسة من بداية عام 2000م، وذلك بإضافة أول فصل للمرحلة الثانوية، ثم توالت بقية الصفوف الدراسية حتى اكتملت الدراسة بها لجميع المراحل التعليمية ببداية العام الدراسي 2002م، حاليا يدرس بمدرسة جعفر الطيار من الصف الخامس وحتى الصف الثاني عشر.
تخرج من المدرسة العديد من الطلبة والطالبات الذين التحق بعضهم في كليات التربية المختلفة، ومنهم في جامعة السلطان قابوس، ومنهم من سافر خارج السلطنة . يشكل العمانيين ما نسبته 85% من الكادر الإداري والفني بمدرسة جعفر الطيار، ومنهم من تخرج من المدرسة وعادو اليها كمعلمين بها .
كما شهد العام الدراسي 2004م/2005م افتتاح أول مدرسة حديثة لنظام التعليم الأساسي بالبلده للصفوف من الأول حتى الثاني عشر، وسميت على أسم البلدة (مدرسة الوقبة للتعليم الأساسي) . حيث تحوي المدرسة قاعات للتدريس يبلغ عددها أربع وعشرين قاعة، ومختبر حديث بكامل التجهيزات، كما تحوي المدرسة مختبر للحاسب الآلي، ومركز لمصادر التعلم، وقاعات كبيرة متعددة الأغراض، كما تحوي مكاتب إدارية للاداريين بالمدرسة يبلغ عددها أربعة مكاتب، وملاعب لكرة القدم والطائرة والسلة .
وبجهود من المواطنين تم إنشاء روضة الأطفال (بيت نمو الطفل) يخدم جميع أطفال الوقبة للتهيئة الطفل إلى الالتحاق بالمدارس، وأصبحت الدراسة في مدارس البلدة جميعها في الفترة الصباحية . يدرس في كل من مدرسة جعفر الطيار ومدرسة الوقبة للتعليم الاساسي حوالي 1000 طالب وطالبة .

### مركز الوقبة الصحي
حضيت بلدة الوقبة بمظلة الصحة، حيث أنشأ فيها مركز صحي احتضن اسمها وهو مجهز بكافة الخدمات الصحية والمرافق المهمة، تم افتتاح المركز الصحي بتاريخ 12/12/1995 تحت رعاية سعادة/ والي ينقل ومديري المؤسسات الحكومية وشيوخ وأعيان الولا‌ية.

#### الأ‌قسام التي يتكون منها هذا المركز
غرفة السجلا‌ت، الطبيب العام، غرفة العلا‌ج , الصيدلية , المختبر، غرفة التحصينات، غرفة الملا‌حظة، المخزن الطبي، جناح الولا‌دة، صالا‌ت انتظار الرجال والنساء، قسم الصحة العامة (مكافحة الملا‌ريا) , غرفة الحارس، سكنات خاصة للعاملين بالمركز.

#### العاملون في المركز
الطبيب المسئول، كاتب السجلا‌ت الطبية، مسئول التمريض، الممرضات , مساعد ممرض، صيدلي , فني مختبر، مضمدات , حراس، سائقين .

#### المناطق التي يخدمها المركز
27 قرية وعدد سكانها 3974 حسب احصائية 2017 وهذه القرى : الوقبة , وادي الحريم , الجهدية، الرواحة، العديد، العرشي، المسيقة، المعيدن، الهشيمة، بيحاء، حيل البعوض، حيل التين، حيل الخنابشة، حيل الراس، حيل السلم، حيل العرب، حيل لغرف، دويغثير، صدامة الدراوشة، الحجاج، عاقول الثور، وادي العقيبة، المسرة، حقالة، حيل خويتم، وادي جعروف، وال.

### مركز التنمية الزراعية
لم تغفل الحكومة الرشيدة في المجال الزراعي، حيث تجلى ذلك من خلا‌ل افتتاح مركز للتنمية الزراعية لخدمة المزارعين في البلدة، تم افتتاح هذا المركز في 19/12/1995م . رئيس المركز خالد بن خلفان البوسعيدي .

#### لأ‌قسام الموجودة في المركز
الإ‌رشاد النباتي، والإ‌رشاد الحيواني، والعيادة البيطرية .

#### دور المركز في مسابقة المحافظة على النظافة والصحة في البيئة المدرسية
إلقاء محاضرات متعلقة بالزراعة، وتوزيع شتلا‌ت على المدرسة .

#### دور المركز في خدمة المواطنين
تقديم الخدمة الإ‌رشادية للجانب النباتي والجانب الحيواني، والعلا‌ج والتحصين البيطري وتقديم الشتلات والأدوات الزراعية .

### مركز البلدية
يوجد في الوقبة فرع لبلدية ينقل ليقوم بدور بارز في البلدة مثل النظافة وغيرها من الخدمات . بداء العمل في بلدية الوقبة بتاريخ 8/8/1982م وكان عبارة عن قسم نظافة عامة وبتاريخ 29/10/1994م تم افتتاح فرع بلدية ينقل بالوقبة وعين له رئيسا .

#### أقسام المكتب
1- قسم الشؤون الهندسية . 2- قسم المراقبة الصحية .

#### المناطق التي يخدمها المركز
الوقبة وتوابعها، ووادي الحريم، وبيحاء، والجزيرة، ووادي المعيدن، والشوعية، والمسرة، و وال، و صدامة، وحيل الخنابشة . المساحة التي يخدمها المكتب 1800كم2 و964 منزل، وعدد السكان 4640 نسمة .

#### دور البلدية في مسابقة المحافظة على النظافة والصحة في البيئة المدرسية
1- النظافة العامة داخل المدرسة وخارجها . 2- توعية الطلا‌ب والأ‌هالي بضرورة المحافظة على النظافة وإلقاء المحاضرات على الطلا‌ب .

#### دور عمال البلدية في خدمة المواطنين
1- تقوم بالنظافة العامة ومكافحة الحشرات ونظافة الأ‌فلا‌ج والأ‌ودية . 2- تقوم البلدية بمراقبة المحلا‌ت التجارية والمطاعم والمخابز .

## المنجزات الأخرى في المجال الأجتماعي
أقيمت في البلدة أربع مجالس "سبلة " وهي : سبلة أولاد عبيد، وسبلة بني عيسى، وسبلة بني علي، والرابعة السبلة العامة التي بنيت في البلدة في عام 2009م بأمر من صاحب الجلالة السلطان قابوس المعظم ببناء مجلس عام لأهالي بلدة الوقبة بجميع مرفقاته ومستلزماته واثاثه، وهي أكبر المجالس مساحة في البلدة، وفتحت بداية عام 2016 تستخدم هذة المجالس للمناسبات والأفراح والعزيات .

## الوصلات الخارجية
- المركز الوطني للإحصاء والمعلومات، سلطنة عمان